# سایروس لاجیک
سایروس لاجیک (انگلیسی: Cirrus Logic) شرکت الکترونیک آمریکایی است، که در سال ۱۹۸۱ تأسیس شد.